# Hot Rock & Alternative Songs
Die Hot Rock & Alternative Songs (vormals Rock Songs und Hot Rock Songs) sind Musikcharts des US-amerikanischen Musikmagazins Billboard.

## Geschichte
Die Charts wurden erstmals am 20. Juni 2009 unter dem Namen Rock Songs veröffentlicht. Dabei wurde zunächst das Airplay der Lieder bei den US-amerikanischen Rockradiosendern berücksichtigt. Ab dem 20. Oktober  2012 wurde neben den Radioeinsätzen auch die digitalen Downloads sowie die Daten von Streaming-Plattformen wie Spotify berücksichtigt. Ab dem 13. Juni 2020 bekamen die Charts ihren heutigen Namen, nachdem nun auch neben klassischen Rocksongs auch alternative Hybride mit anderen Musikgenres berücksichtigt werden.
Die erste Nummer eins war das Lied Know Your Enemy von der Band Green Day. Am längsten auf Platz eins befand sich das Lied High Hopes von Panic! at the Disco, welches insgesamt 65 Wochen lang die Spitzenposition innehielt.

## Meiste Nummer-eins-Hits
Stand: Januar 2022
| Anzahl | Künstler          |
| ------ | ----------------- |
| 5      | Imagine Dragons   |
| 4      | Twenty One Pilots |
| 3      | Foo Fighters      |
| 3      | Linkin Park       |